# افسردگی خویش‌آمیزی

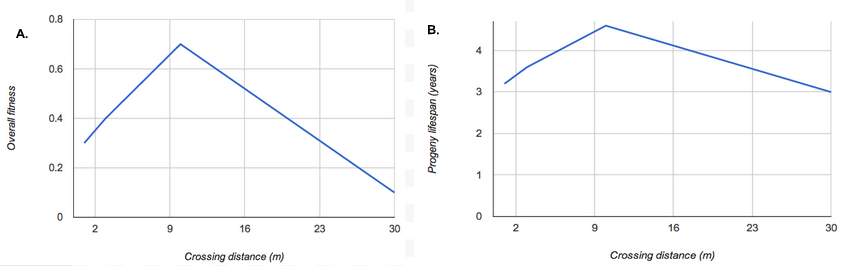
افسردگی همخونی در Delphinium nelsonii. الف- برازش کلی گروه‌های نتاج و طول عمر فرزندان، ب- زمانی که نتاج حاصل تلاقی با گرده‌های نزدیک به گیاه گیرنده بود، همگی کمتر بود.

افسردگی همخونی یا افسردگی خویش‌آمیزی یا افسردگی درون‌آمیزی (به انگلیسی: Inbreeding depression) کاهش برازش زیستی در یک جمعیت معین در نتیجه همخونی (مانند نژاد افراد مرتبط) است. برازش زیستی جمعیت به توانایی یک جاندار زنده برای زنده ماندن و تداوم مواد ژنتیکی آن اشاره دارد. افسردگی همخونی اغلب نتیجه تنگنای جمعیت است. به‌طور کلی، هر چه تنوع ژنتیکی یا خزانه ژنی در یک جمعیت تولیدمثلی بیشتر باشد، احتمال ابتلا به افسردگی همخونی کمتر است.

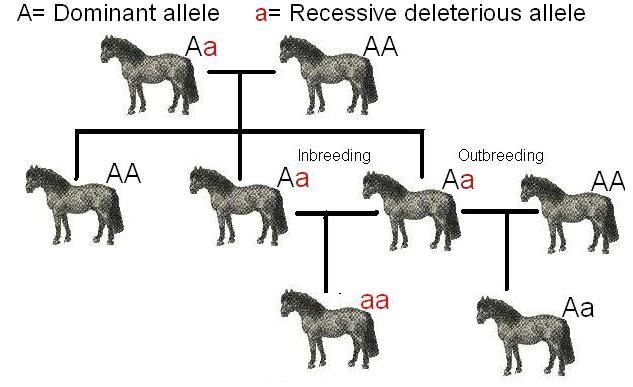
نمونه‌ای از افسردگی همخونی